# 안전 대한민국 제로의 약속
《안전 대한민국 제로의 약속》은 매달 첫째주 일요일에 KBS 1TV로 방송되었던 한국방송공사의 텔레비전 프로그램이다.

## 기획 의도
이제는 조심조심 시대! '일터의 안전'이 최우선이 될 수 있도록! 안전한 일터, 건강한 근로자가 기본상식으로 통하는 사회를 위한 공감대를 형성하고 함께 노력할 수 있도록 유도한다.

## 방송 시간
| 방송 채널 | 방송 기간                        | 방송 시간                    | 방송 분량 |
| --------- | -------------------------------- | ---------------------------- | --------- |
| KBS 1TV   | 2017년 6월 4일 ~ 2017년 12월 3일 | 매달 일요일 오후 1:20 ~ 2:20 | 60분      |

## 구성
- 사고유형 분석
- 재연극장
- 현장실험
- 우수 사업장 방문

## 시청률
- AGB 닐슨 미디어리서치

| 회차 | 방송일          | 전국 시청률 |
| ---- | --------------- | ----------- |
| 1회  | 2017년 6월 4일  | 2.1%        |
| 2회  | 2017년 7월 2일  | 2.0%        |
| 3회  | 2017년 8월 6일  | 2.3%        |
| 4회  | 2017년 9월 10일 | 2.3%        |
| 5회  | 2017년 10월 1일 | 2.8%        |
| 6회  | 2017년 11월 5일 | 3.2%        |
| 7회  | 2017년 12월 3일 | 3.9%        |